# 1 FL TV
1FLTV ist ein privater Fernsehsender in Liechtenstein. Er nahm zum Staatsfeiertag am 15. August 2008 den Betrieb auf. Neben dem staatlichen Landeskanal und den staatlichen Gemeindekanälen ist 1FLTV der einzige Fernsehsender im Fürstentum.
Trägerin des Senders ist die MEDIA1 Service AG. Geschäftsführerin ist Sandra Woldt.
Das Programm wird in digitaler Technik in den Kabelnetzen der Telecom Liechtenstein sowie der TV-COM AG in allen elf Gemeinden des Landes und im Oberrheintal verbreitet und erreicht damit ca. 130'000 Haushalte. Seit 2021 ist das Programm auch im Angebot von Zattoo und seit 2022 bei Salt.TV. Gesendet wird in Hochdeutsch, Alemannisch und Walser Dialekt. Pro Sekunde schalten rund 16'500 Zuschauer 1FLTV ein (Tausenderpreis). Politik, Gesellschaft, Kultur und Sport bilden die Hauptinhalte des Programms. Die Bekanntheit des Senders im Land liegt laut Umfrage bei über neunzig Prozent. Geschäftsführerin Sandra Woldt (Djordjevic) moderiert auch verschiedene Sendungen und fungiert als Chefredakteurin. Redaktionsleiter und Moderator ist seit Oktober 2018 Journalist und Produzent Bernd Woldt, von 1996 bis 2005 unter anderem Sportchef bei tv.münchen.

## Programm
Seit August 2008 wird täglich eine Stunde Programm produziert. Es beginnt jeweils und 18:00 Uhr und wird bis zum folgenden Tag 18:00 Uhr wiederholt, läuft also insgesamt 24 Stunden. Das Programm beginnt mit News, gefolgt von News Spezial, Lebenslinien, Im Fokus, Talks (Liechtenstein Live, Sport Talk mit Ernst Hasler, Talk mit Karlheinz Ospelt und Kunst & Kultur) und politischen Diskussionen (Forum). Sonntags sendet 1FLTV die Predigt «Das Wort Gottes».

## Angestrebte Aufnahme in die European Broadcasting Union
1FLTV hat mehrfach die Absicht bekundet, der European Broadcasting Union (EBU) beizutreten. In der Folge will der Sender für Liechtenstein im von der EBU veranstalteten Musikwettbewerb Eurovision Song Contest teilnehmen.
Im Oktober 2008 wurde bekannt, dass der Sender die Kosten einer Mitgliedschaft ermittelt hat und das damalige Budget einen Beitritt nicht erlaubte.
Im Juli 2009 wurde von 1FLTV geäussert, dass man nun glaube, die Auflagen erfüllen zu können, und noch im selben Monat eine Beitrittsantrag stellen wolle. Im September 2009 äusserte der Geschäftsführer des Senders, man habe ihnen sogar eine Teilnahme im Jahr 2010 in Aussicht gestellt, aber noch nichts sei endgültig beschlossen. Im November 2009 hiess es hingegen, man wolle den Antrag «noch einmal überdenken». Eine Teilnahme vor 2011 wurde hierdurch unmöglich. Man habe keine Idee gehabt, wie man «auf die Schnelle» die zu erwartenden jährlichen Kosten von 100'000 Schweizer Franken für Mitgliedschaft und Teilnahme am Eurovision Song Contest aufbringen könne. Eine Zusage habe man daher nicht wagen wollen. Es sei nun vereinbart worden, sechs Monate abzuwarten.
Im Juli 2010 wurde bekannt, dass 1FLTV finanzielle Mittel aus der staatlichen Medienförderung nicht erhalte. Davon hatte man zuvor die ESC-Teilnahme abhängig gemacht. Jedoch äusserte man nun, dass die Teilnahme auch unabhängig davon stattfinden könne. Man sei im Gespräch mit potenziellen Kooperationspartner und erwäge eine grosse Castingshow. Die hierfür notwendigen 300'000 Schweizer Franken habe man zur Verfügung. Es gab auch Gespräche mit dem Produzenten Alexander Walser. Eine beantragte Sondergenehmigung zur sofortigen Mitgliedschaft in der EBU wurde jedoch von dieser im August 2010 abgelehnt. Bestimmte Unterlagen seien noch nachzureichen und zu aktualisieren, äusserte die Senderleitung. Damit war auch eine Teilnahme am ESC 2011 nicht mehr möglich. Im Oktober sagte jedoch Svante Stockselius, dass die Regeln geändert worden seien und nun auch Anstalten Beiträge einreichen könnten, die sich im Aufnahmeprozess in die EBU befinden. Im Dezember 2010 wurde der Antrag von 1FLTV auf Aufnahme in die EBU abgelehnt. In diesem Monat wurde auch die Medienförderung für den Sender abgelehnt.
Eine Teilnahme am ESC 2012 konnte ebenso nicht stattfinden. Die Senderführung äusserte im November 2011, man werde die EBU-Mitgliedschaft und ESC-Teilnahme nur vorantreiben, wenn man die Medienförderung erhalte. Eine Teilnahme am ESC sei frühestens 2013 möglich.
Liechtenstein nimmt bis dato wegen des Fehlens der Mitgliedschaft nicht teil.
Am 9. August 2022 gab die Geschäftsführerin von 1 FL TV, Sandra Woldt bekannt, dass man sich nicht mehr um eine EBU-Mitgliedschaft und eine Teilnahme am ESC bemühen werde. Man werde sich stattdessen auf die Berichterstattung im eigenen Land konzentrieren.